# بين وليامز
بين وليامز (بالإنجليزية: Ben Williams)‏ (27 أغسطس 1982 مانشستر المملكة المتحدة - ) هو لاعب كرة قدم بريطاني يلعب كحارس مرمى.

## روابط خارجية
- بين وليامز على موقع قاعدة بيانات كرة القدم.إي يو (الإنجليزية)
- بين وليامز على موقع Soccerway.com (الإنجليزية)